# Nossana
Il torrente Valle Nossana scorre nella valle Nossana, laterale della Valle Seriana, nella provincia di Bergamo in Lombardia. A breve distanza dalla foce, al confine tra i comuni di Parre, Ponte Nossa e Premolo, riceve le acque della sorgente Nossana, un oggetto idrologicamente ben distinto.

## Descrizione
Nasce dal massiccio del Pizzo Arera, nelle Prealpi Orobie e, dopo aver ricevuto le acque del tributario torrente Gorgolina, confluisce dopo 7 km da destra nel Serio a Ponte Nossa; funge da confine amministrativo tra i comuni di Parre e Premolo.
Il torrente per gran parte del proprio corso presenta un alveo asciutto a causa del carsismo, tanto che anche nell'asta principale è visibile ruscellamento in superficie solamente dopo precipitazioni abbondanti. Nel tratto conclusivo, alla quota di circa 500 metri e a breve distanza dalla foce nel fiume Serio affiora una importante sorgente carsica che va ad alimentare il torrente e si viene in questo modo a formare un fiume vero e proprio lungo qualche centinaio di metri.

## Sorgenti della Nossana
Si tratta di una grande risorgenza carsica di fondovalle con una portata compresa tra i 900 ed i 1.500 litri al secondo.
Rappresenta il collettore di tutto l'acquifero carsico del massiccio Arera - Monte Secco, e tale estensione areale del bacino imbrifero, assieme allo spessore di oltre 1.500 metri del serbatoio dell'acquifero, fanno sì che la sorgente abbia una portata pressoché costante e molto alta.
In passato l'importanza di questa sorgente era legata alla presenza di numerosi magli posti nella parte terminale della valle subito a monte dell'abitato di Ponte Nossa. Nel corso dei secoli garantirono prosperità al paese, ora sono dismessi e trasformati in museo. 
Dal 1975, anno in cui sono state completate le opere di captazione, le sue acque alimentano un acquedotto che permette di soddisfare il fabbisogno idrico di 118000 persone nella provincia di Bergamo, tra cui i comuni di Alzano Lombardo, Nembro, Ranica, Torre Boldone, Gorle e Bergamo.